# Ильинская Сопка
Ильинская Сопка — спящий стратовулкан, расположенный в южной части полуострова Камчатка около Курильского озера.

## Общая информация
Состоит из двух построек — древней и современной. Остатки древней постройки выражены полукольцевым уступом на восточных склонах вулкана.
Абсолютная высота вулкана 1577 м, относительная — 1400 м, диаметр основания 8 км, площадь 60 км².
Извергался в 1801 году, когда была разрушена верхняя часть вулкана, и в 1901 году. Классифицируется как Сомма—Везувий. Состав лав и пирокластики, слагающих вулкан Ильинский, в основном андезитовый.
На северном склоне берёт начало одноимённая река, а на южном её приток, ручей Ветвистый.